# Madame de Pompadour
Jeanne-Antoinette Poisson, markýza de Pompadour, vévodkyně de Ménars (29. prosince 1721 – 15. dubna 1764) byla v letech 1745–1751 milenkou francouzského krále Ludvíka XV. I poté, co intimní poměr s králem již skončil, byla nadále jeho blízkou a důvěrnou přítelkyní a oficiální milenkou, a to až do své smrti v roce 1764. Od svého sňatku v roce 1741 byla známá jako Madame d'Etiolles. V roce 1745 jí král Ludvík XV. udělil titul markýzy de Pompadour.

## Původ a osudy rodičů

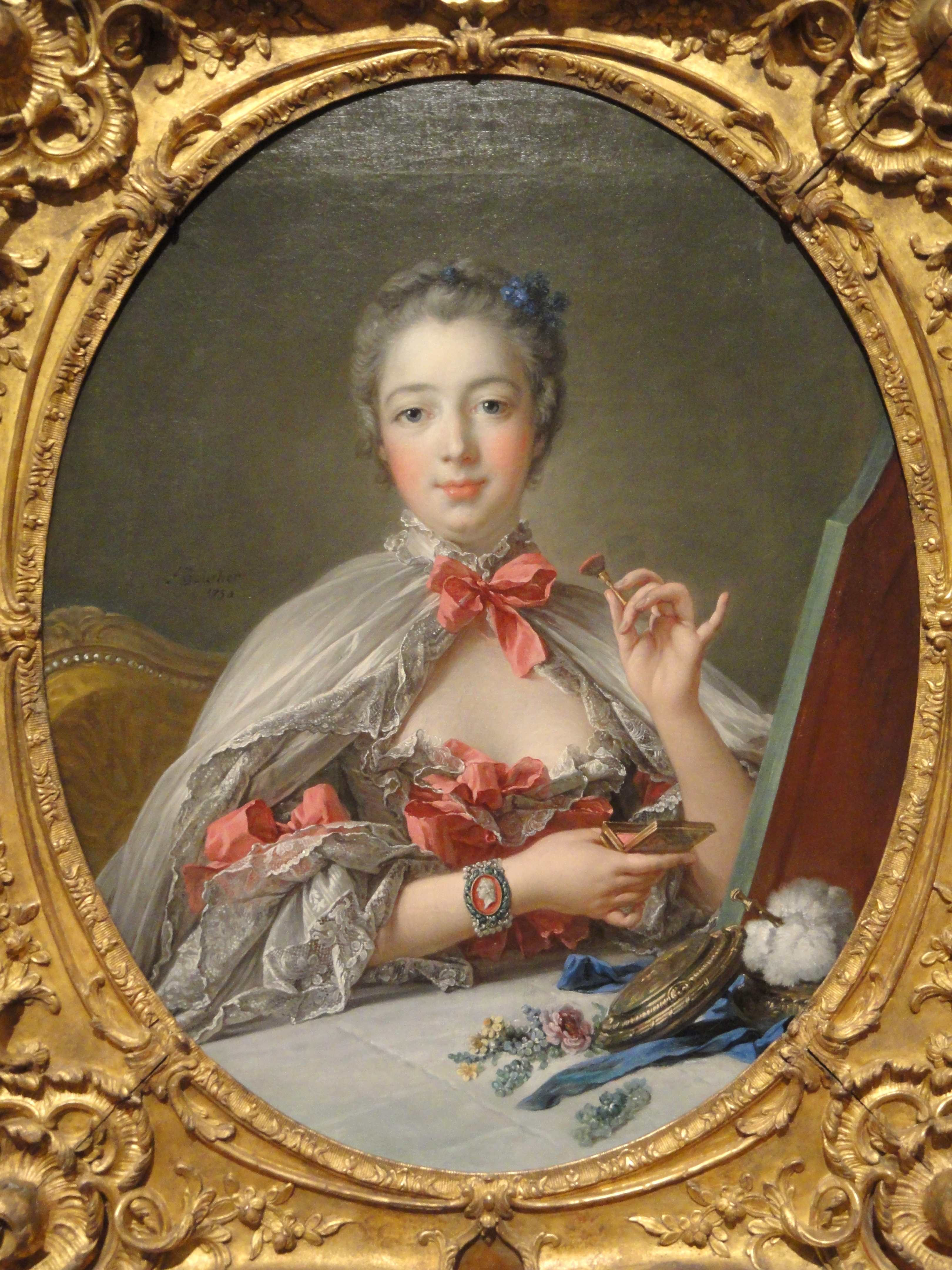
Jeanne-Antoinette Poisson, markýza de Pompadour. Autor: François Boucher.

Dle úředních dokumentů byl jejím otcem pařížský měšťan François Poisson a matkou Louise-Madeleine La Motte (za skutečného otce je ale některými historiky považován finančník Charles-François Paul Le Normant de Tournehem). Otec François Poisson pocházel z chudé tkalcovské rodiny z kraje Haute-Marne, ale stal se z něj zdatný obchodník, zásobovatel francouzské armády a spolupracovník obchodníků bratrů Pârisových. V roce 1718 se podruhé oženil a jeho manželkou se stala Louise-Madeleine, dcera obchodníka s obilím, který rovněž spolupracoval s vlivnými bratry Pârisovými.
Až do své svatby se Louise-Madeleine živila jako tzv. une femme galante (galantní žena, „společnice“ pro muže z vyšších společenských kruhů), ale bylo třeba chránit čest rodiny, a tak se ji snažili co nejrychleji provdat. Manželství s Poissonem z ní mělo učinit váženou ženu, ale ona se údajně i nadále věnovala své původní kariéře. Rodinné finanční poměry novomanželů byly den ode dne lepší a roku 1721 se narodila jejich první dcera Jeanne-Antoinette, budoucí Madame de Pompadour. Vzdělání získala Jeanne-Antoinette v klášteře voršilek v Poissy, kam ji otec umístil v době, kdy měl velké obavy z budoucnosti. Od roku 1727 byl François Poisson totiž stíhán jako dlužník a utekl do Německa, kde i nadále spolupracoval s bratry Pârisovými, což mu zajistilo živobytí. Do finančních těžkostí se ale dostala jeho žena, která s oběma dětmi, s Jeanne-Antoinette a jejím mladším bratrem Abelem Françoisem, zůstala ve Francii. Majetek rodiny zabavili věřitelé a bylo nutné propustit služebnictvo a přestěhovat se do levného bytu. Krize však netrvala dlouho. Manželem opuštěné Louise-Madeleine přispěchal na pomoc její milenec a úspěšný finančník Charles-François Paul Le Normant de Tournehem (onen údajně skutečný otec malé Jeanne-Antoinette). Když se matčina finanční situace trochu zlepšila, vrátila se Jeanne-Antoinette z kláštera domů. Louise-Madeleine požádala o manželskou rozluku s Poissonem, soud jí vyhověl a dokonce jí vrátil část zabaveného majetku bývalého manžela.

## Vzestup
Charles-François Paul Le Normant de Tournehem se postaral o další budoucnost Jeanne-Antoinetty, která jej oslovovala „strýčku“. Tournehem zřejmě financoval její soukromou výuku. Učila se zpívat, hrát divadlo, hrát na hudební nástroje, tančit, intenzivně se vzdělávala v oblasti literatury, kterou po celý život milovala. Mladá a velmi krásná Jeanne-Antoinette Poisson se díky de Tournehemovi stala i pravidelnou návštěvnicí předních pařížských salonů, kde se setkávala s nejvlivnějšími osobnostmi tehdejší kultury a umění. V roce 1736 se vrátil její otec z Německa a opět navázal s rodinou styky. Na další události už ale neměl žádný vliv. Tournehem se rozhodl provdat Jeanne-Antoinette za svého synovce Charlese-Guillauma d'Etiolles. Svatba proběhla 9. března 1741, když bylo nevěstě 19 let.

## Madame d'Etiolles
Sňatkem s Charlesem-Guillaumem d'Etiolles se měšťanská dcera Jeanne-Antoinette Poisson stala příslušnicí nižší šlechty. Se svým manželem žila na panství Etiolles, které leželo na okraji královských hvozdů u Sénartu, v údolí řeky Seiny. Finančně se o novomanžele postaral Charles-François Paul Le Normant de Tournehem, který ustanovil svého synovce a jeho manželku za své budoucí dědice. Přesně devět měsíců po svatbě se manželům narodil syn, který ale brzy zemřel. Další dítě se narodilo až roku 1744, byla to dcera Alexandrine. Mladá novomanželka Jeanne-Antoinette d'Etiolles vedla bohatý společenský život. Žila v Etiolles a v Paříži, navštěvovala divadla, chodila na plesy a večírky, hostila významné umělce i finančníky. Na svém venkovském sídle v Etiolles vybudovala zámecké divadlo a často v něm sama účinkovala. Byla údajně výbornou herečkou a zpěvačkou.

## Králova milenka

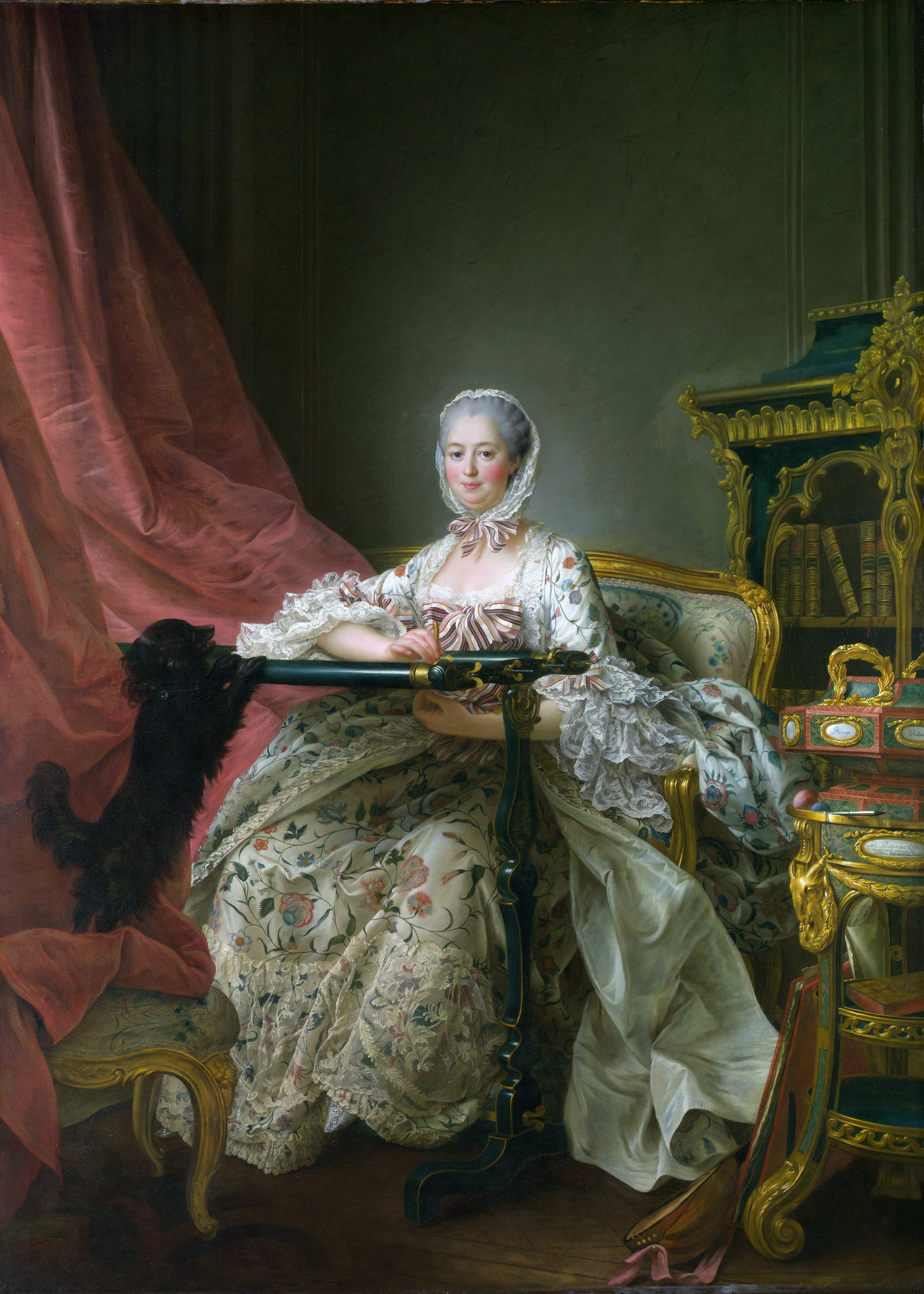
Madame de Pompadour. Autor obrazu: François-Hubert Drouais.

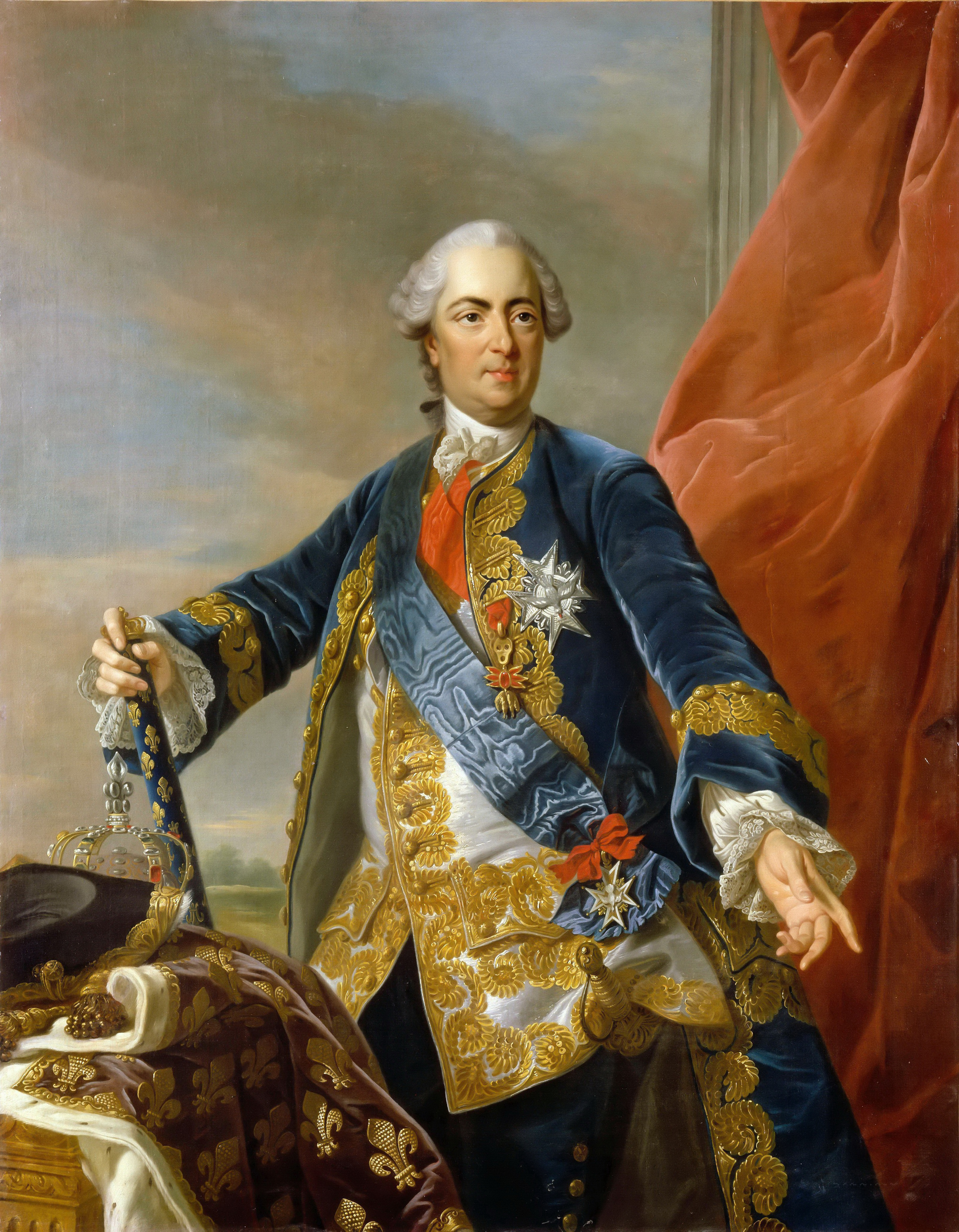
Francouzský král Ludvík XV. Markýza de Pompadour byla jeho oficiální milenkou.

Do blízkosti krále Ludvíka XV. se mladá Jeanne-Antoinette d'Etiolles dostala několikrát, jelikož král v blízkosti jejího panství často lovil a zval pak šlechtu z blízkého okolí na krátká setkání v přírodě. Už během těchto setkání krále zaujala a v tomto zaujetí byl ještě podporován některými lidmi ze svého okolí, nejvíce asi svým komorníkem Binetem, který byl příbuzným Jeanne-Antoinette. Osudovou událostí se ale stala zřejmě až svatba králova syna na počátku roku 1745, kdy se během slavnostního plesu král a Jeanne-Antoinette poznali blíže. Události nabraly spád a už v dubnu roku 1745 byla Jeanne-Antoinettě přidělena v královském paláci ve Versailles soukromá komnata. Každá žena, která se měla stát součástí královského dvora, se ale musela nejprve podřídit formální proceduře a stát se dvorní dámou královny nebo některé z princezen. Podmínkou byla příslušnost k vyšší šlechtě. Tournehem tedy donutil na královo přání svého synovce, aby souhlasil s rozlukou manželství. Charles-Guillaum d´Etiolles byl v šoku, zuřil a vyhrožoval sebevraždou, ale nakonec se podvolil. Jeanne-Antoinettě už nestálo nic v cestě ke králově přízni. Král vykoupil tehdy uvolněný titul a jméno de Pompadour a od prince de Conti odkoupil i zámek Pompadour. Vše pak daroval své milence Jeanne-Antoinettě.

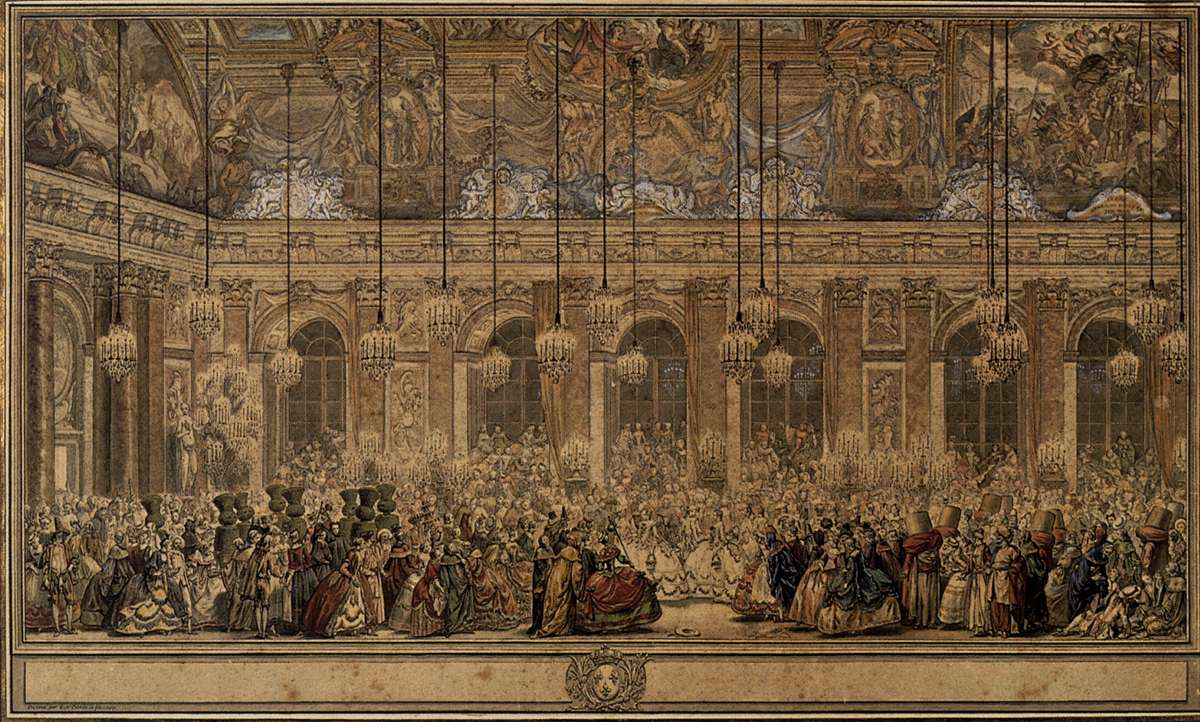
Maškarní ples, známý jako Bal des ifs 25. února 1745 ve Versailles. Autor: Nicolas Cochin.

14. září 1745 byla Jeanne-Antoinette, nově markýza de Pompadour, konečně oficiálně představena u královského dvora. Stala se oficiální milenkou (maîtresse-en-titre) krále Ludvíka XV. Královna Marie Leszczyńská ji přijala kupodivu velmi vlídně, ale během ceremoniálu došlo k malému faux-pas, když za odcházející markýzou de Pompadour vyplázl králův syn Ludvík Ferdinand jazyk, aby dal najevo svůj odpor k otcově milence. Za tento prohřešek se jí pak musel samozřejmě omluvit, což bylo pro hrdého dauphina dost potupné. Markýza de Pompadour žila od této chvíle ve velkém bytě ve druhém patře paláce ve Versailles. Nadále se věnovala svým oblíbeným činnostem, zpěvu, tanci, herectví a četbě, navštěvovala divadla a salóny. Vzdělávala se ale také v oblasti politiky, jelikož chtěla vědět vše o politickém systému ve své zemi a také o historii královského rodu svého milence. Postarala se také o své blízké. V první řadě o svou nemocnou matku, o otce, jehož jméno král očistil, zaplatil za něj dluhy a učinil z něj pana de Vandières et de Marigny, a především o Charlese-Françoise Paula Le Normant de Tournehem, který se stal na její přímluvu správcem královských budov. Nástupcem v této funkci se pak stal její bratr Abel François Poisson, z něhož se stal markýz de Marigny. Jeanne-Antoinette měla od počátku na krále velký vliv ve vnitropolitických otázkách. Vyhověla dlouholetým přátelům své rodiny, kterými byly obchodníci bratři Pârisové, a podařilo se jí přemluvit krále, aby zbavil funkce generálního kontrolora financí Philiberta Orryho.
Markýza de Pompadour se také snažila vycházet co nejlépe s královnou Marií Leszczyńskou a dokonce donutila krále, aby se ke své manželce choval ohleduplněji a více se jí věnoval. Královna a její syn a dcery přesto markýzou pohrdali a často jí dávali slušnou formou najevo, že není nic víc než cizoložnice a měšťanská dcera. Z jejího vlivu ale uniknout nemohli. Právě na popud neoblíbené markýzy de Pompadour a jejího spojence u dvora, Mořice Saského, se druhou dauphinovou manželkou stala Marie Josefa Saská.

## Štědrá podporovatelka věd a umění
Markýza de Pompadour získala za svůj život značné jmění. Kromě panství a zámku Pompadour jí král věnoval i zámeček Crécy v Normandii, na jehož zvelebení vynaložila své vlastní peníze a později jej nechala k užívání svému otci. Za svůj život si pořídila i další zámky a paláce a seberealizaci našla v jejich úpravách a přestavbách. Sbírala sochy, obrazy a různé kuriozity, zřídila si rozsáhlou knihovnu, věnovala se charitativní činnosti, podporovala církev a organizovala na svých panstvích sňatky dívek, kterým dávala věno, aby se mohly provdat. Na svých zámcích pořádala divadelní představení, balety a opery. V letech 1747–1750 organizovala také řadu divadelních představení v malém divadle ve Versailles, určeného jen pro čtrnáct diváků, které vybíral sám král. Markýza si tu často zahrála některou z hlavních rolí. Aktivně se věnovala také výtvarnému umění. Malovala, vyráběla šperky, věnovala se kovorytectví, vyřezávání do dřeva a tiskařství. V zahradách svých zámků a paláců pak pořádala slavnosti a zábavy všeho druhu pro rozptýlení krále. V roce 1748 koupila v Paříži Elysejský palác (dnes sídlo francouzských prezidentů), který přestavěla. Jejím nejmilejším sídlem však byl zámek Bellevue, který nechala vystavět nedaleko Meudonu u Seiny. V roce 1760 si markýza koupila své poslední sídlo, zámek v Ménars na břehu Loiry. Většinu života ale prožila v zámku Versailles.
Markýza de Pompadour také finančně podporovala vydávání slavné Encyklopedie, třebaže se tím vystavovala hrozbě královy nemilosti, který měl k tomuto projektu velkou nedůvěru. Nejen finanční pomoc nabídla často i svým přátelům z řad umělců – mezi její oblíbence patřil třeba Voltaire nebo Jean Jacques Rousseau. Bez její štědrosti a vlivu by dnes také nestála budova École Militaire, vojenské akademie na Martově poli. Markýza rovněž přesvědčila krále, aby investoval do nepříliš úspěšné porcelánky ve Vincennes, která se později přestěhovala do Sèvres, a postupem času se z ní stala světoznámá výrobna značkového, vysoce kvalitního porcelánu. Markýza spolu s králem přesvědčila dvořany a šlechtu, aby od této chvíle nakupovali jen tento nový francouzský porcelán ze Sévres. Památkou na markýzu dodnes zůstává název sytě světle růžové barvy na barvení porcelánu známé jako rose Pompadour; proslulý je také typ malé společenské kabelky, zvaný hovorově pompadúrka.

## Poslední léta

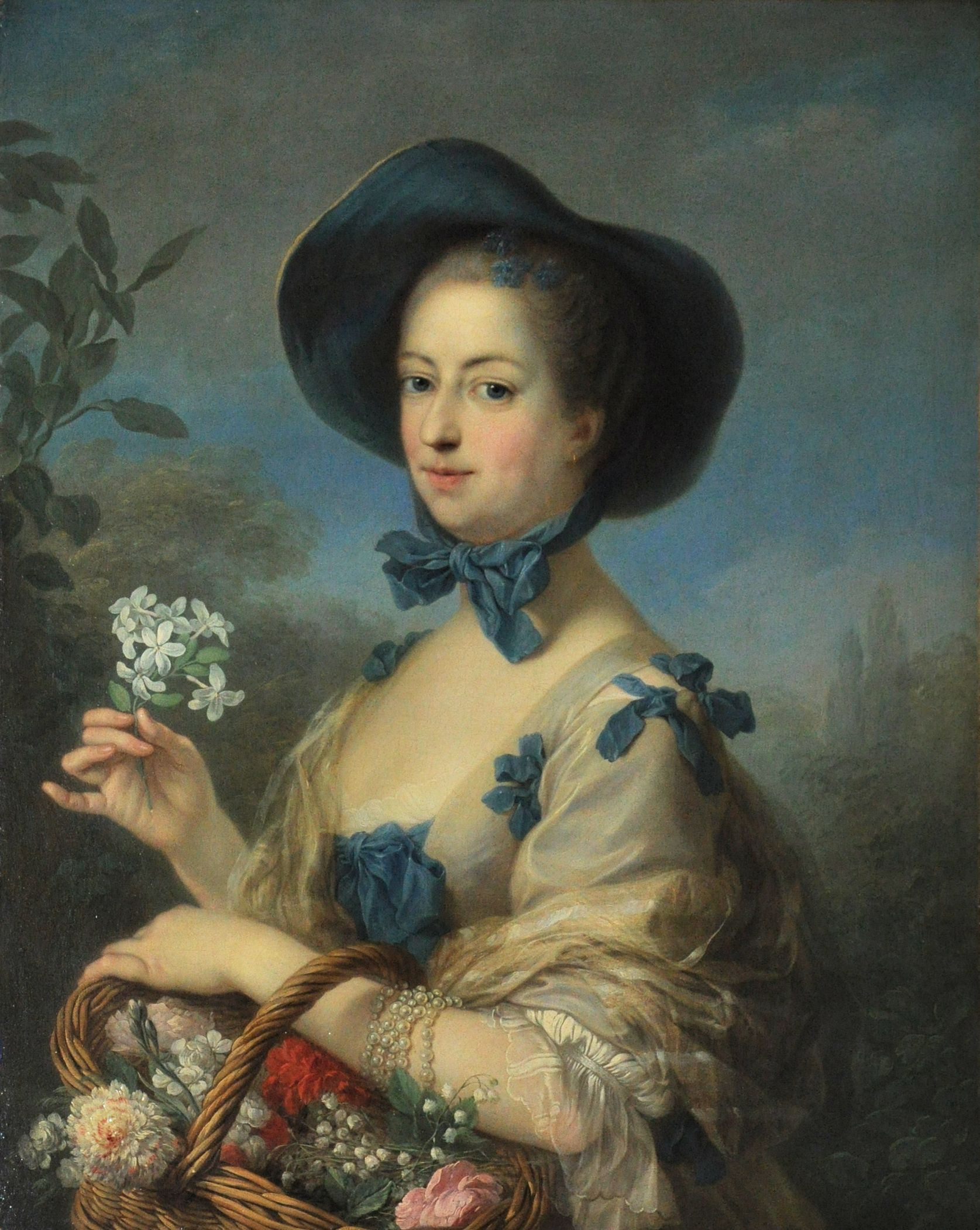
Markýza de Pompadour. Autor obrazu: Charles André Van Loo.

Po celých devatenáct let, kdy žila markýza de Pompadour ve Versailles, se musela potýkat s řadou intrik. Mnozí dvořané jí nikdy neodpustili její nízký společenský původ a také vliv, který měla na krále. Pohrdání pociťovala i ze strany královy rodiny. Přesto dokázala tuto nepřízeň osudu zvládat a po celou dobu svého života ve Versailles byla nejbližší přítelkyní Ludvíka XV. Jejich milenecký poměr skončil zřejmě někdy kolem roku 1750, jelikož tehdy ji král veřejně označil za „chladnou“. V tom období také trpěla častými gynekologickými problémy, což mileneckému vztahu neprospělo. Král začal vyhledávat milostná dobrodružství s jinými dámami u dvora, ale markýza se tím příliš neznepokojovala. Přestože už s králem neudržovala fyzicky milostný poměr, zůstávala i nadále jeho nejbližší důvěrnicí. V roce 1754 se dožila hned několika tragických událostí. 15. června zemřela její milovaná dcera Alexandrine a o deset dní později otec François Poisson. Po dceřině a otcově smrti se její zdravotní stav zhoršil, trpěla bušením srdce, závratěmi a také psychicky na tom nebyla dobře. Začala se více věnovat náboženskému životu, postila se a na svém sídle v Crécy založila nemocnici s lékárnou. Napsala také papeži, že její cizoložné styky s králem ustaly a ona tedy žádá o to, aby mohla přijímat svátost oltářní. To papež odmítl.
Dne 5. ledna 1756 byl na krále Ludvíka XV. spáchán atentát, když se ho pokusil dýkou zabít Robert Damiens. Král byl zraněn, ale přežil. Markýza de Pompadour se marně snažila dostat do komnat ke zraněnému králi, ale králův syn se rozhodl využít této situace a vyhnat markýzu od dvora. Po strážci pečeti a ministru námořnictva Machaultu d'Arnouville vzkázal dauphin markýze, aby opustila Versailles. Situaci ale zachránil sám král, který asi týden po atentátu sešel ze svých komnat k markýze a omluvil se jí za to, že pro ni po celou dobu nenechal poslat, aby mohla být po dobu léčení s ním. Machaultu d'Arnouville se markýza pomstila tak, že donutila krále, aby ho zbavil všech funkcí.
Tvrdě se vypořádala i s řadou svých dalších nepřátel, kteří museli odejít z Versailles. Pozice markýzy de Pompadour byla opět posílena. Zasahovala do diplomatických jednání během sedmileté války, měla vliv na to, že francouzské armádě velel její přítel princ de Soubise, iniciovala tajná setkání francouzských a rakouských diplomatů (Versailleská smlouva). Vina za veškeré válečné neúspěchy a finanční krize pramenící z vedení války byla lidem dávána právě jí, což ji velmi trápilo. Až takový vliv na tehdejší politické události opravdu neměla a nenávist běžných Francouzů vůči ní byla přehnaná. Kromě posměšných písní a pamfletů na svou osobu se musela smířit i s tím, že král opět věnoval stále více své pozornosti celé řadě dalších milenek. Její zdravotní stav se s postupujícím věkem stále více zhoršoval. V prosinci 1763 se setkala s Leopoldem Mozartem a jeho osmiletým geniálním synem Wolfgangem Amadeem Mozartem, které pozvala do svého Elysejského paláce.

## Smrt
Dne 29. února 1764 ji na zámku Choisy postihla těžká migréna. Dostala vysokou horečku a zápal plic, patrně jako důsledek onemocnění plicní tuberkulózou. V březnu se její stav zlepšil, ale když se 7. dubna vrátila do Versailles, v chladném a vlhkém počasí dostala další záchvaty kašle. Dne 13. dubna ji naposledy navštívil Ludvík XV. Zemřela o dva dny později 15. dubna 1764 ve věku 42 let. Protože v zámku Versailles bylo dovoleno zemřít jen osobám z královského rodu, bylo tělo mrtvé markýzy převezeno do jejího domu v Paříži. Krále její smrt těžce zasáhla a několik dní se ani nepokusil vykonávat své úřední povinnosti. Po čtyřech dnech proběhl 17. dubna v kostele Matky Boží ve Versailles pohřební obřad, který byl na králův příkaz proveden s poctami, které náležely vévodkyním (od roku 1756 byla markýza de Pompadour i vévodkyní de Ménars). Po obřadu, za tmy, se pohřební průvod znovu seřadil a doprovodil markýzu na poslední cestě do pařížského kláštera kapucínek na náměstí Vendôme, kde byla pohřbena do hrobky, ve které již ležely její dcera a matka. Tato hrobka byla později za Velké francouzské revoluce devastována a v moderní době zcela zničena. Ostatky markýzy de Pompadour dnes leží někde pod rue de la Paix.